# Naivashameer
Het Naivashameer  is het hoogst gelegen meer van Afrika. Het ligt in de oostelijke tak van de Oost-Afrikaanse Slenk. Het is een zoetwatermeer, terwijl de overige meren in deze oostarm van de slenk sterk alkalisch zijn.

## Ligging
Het meer ligt in zijn geheel in de provincie Nakuru (Kenia), ongeveer 70 km ten noordwesten van de hoofdstad Nairobi. Het meer ligt in het oostelijke deel van de Oost-Afrikaanse Slenk (Great Rift Valley). De vlakte waarin het meer ligt wordt omringd door berggebieden waarin de bergen van vulkanische oorsprong zijn. Het 3200 km² grote drainagebekken krijgt zijn water voornamelijk uit de oostelijker gelegen, regenrijke berggebieden en heeft daardoor een positieve waterbalans. Dit verklaart waardoor het meer uit zoetwater bestaat terwijl het nabij gelegen Elmenteitameer en het Nakurumeer een uitzonderlijk negatieve waterbalans hebben waardoor zij alkalisch zijn geworden. Het Naivashameer heeft geen bovengronds zichtbare uitstroom, maar via grondwaterstromen vindt afstroom plaats naar lager gelegen bekkens in het noorden en het zuiden en waarschijnlijk ook in het oosten en westen.

## Flora en Fauna
Het meer en de omgeving is een IBA, een gebied dat internationaal van belang is als leefgebied voor wilde vogels. Er zijn 300 soorten vogels geteld. Het meer is beroemd om de hoge dichtheid waarin de Afrikaanse zeearend (Haliaeetus vocifer) voorkomt. Lokaal zeldzame vogelsoorten zoals dodaars, fuut en de knobbelmeerkoet zijn er algemeen. Verder komen er de Afrikaanse lepelaar (Platalea alba), basrakarekiet (Acrocephalus griseldis) Afrikaanse stekelstaart (Oxyura maccoa), zadelbekooievaar (Ephippiorhynchus senegalensis), witrugeend (Thalassornis leuconotus) en Afrikaanse schaarbek (Rynchops flavirostris) voor.
De populatie nijlpaarden (Hippopotamus amphibius) breidt zich gestadig uit. In de wijdere omgeving kunnen giraffen, antilopen, gnoes en zebra's  waargenomen worden. In de nabij gelegen bergen komt boven de 1500 m de endemische pofadder Bitis worthingtonii voor.

## Het milieu
Het waterpeil in het Naivashameer is aan sterke wisselingen onderhevig. Naast natuurlijke oorzaken zijn ook grote bloemenkwekerijen en een geothermische centrale ten zuiden van het meer hiervoor verantwoordelijk, door het onttrekken van water. Daarnaast is overbevissing een milieuprobleem van het meer.

## Natuurgebieden in de buurt van het meer
- Crescent Island Wildlife Sanctuary
- Crater Lake Game Sanctuary
- Hell’s-Gate-Nationalpark
- Elsamere Conservation Centre

Abayameer · Abbemeer · Abijattameer · Afrerameer · Albertmeer · Assalmeer · Awasameer · Bamendjingmeer · Bangweulumeer · Baringomeer · Basakameer · Bittermeren · Cahora Bassa · Chamomeer · Delcommunemeer · Edwardmeer · Fitrimeer · Georgemeer · Guiersmeer · Hajkmeer · Kabambameer · Kabelemeer · Kabwemeer · Karibameer · Kisalemeer · Kitshomponshimeer · Kivumeer · Kokameer · Kyogameer · Lac Rose · Langanomeer · Mai-Ndombemeer · Manantalimeer · Malawimeer · Manyekemeer · Mofwelagune · Mwerumeer · Mweru-Wantipameer · Naivashameer · Nakurumeer · Nassermeer ·   Nyosmeer · Nzilomeer · Shalameer · Tanameer · Tanganyikameer · Tele-meer · Toshkameren · Tshangalelemeer · Tsjaadmeer · Tumbameer · Turkanameer · Upembameer · Victoriameer · Voltameer · Walilupemeer · Zimbambomeer · Ziwaymeer